# Giancarlo Galan
Giancarlo Galan (ur. 10 września 1956 w Padwie) – włoski polityk, w latach 1995–2010 prezydent regionu Wenecja Euganejska, od 2010 do 2011 minister rolnictwa, następnie w 2011 minister kultury.

## Życiorys
Absolwent prawa na Uniwersytecie w Padwie, kształcił się następnie w zakresie zarządzania na Uniwersytecie Bocconi w Mediolanie. Zawodowo związany z firmą Publitalia '80, przedsiębiorstwem będącym odpowiedzialnym za sprzedaż reklam grupy medialnej Mediaset, kontrolowanej przez Silvia Berlusconiego.
Był działaczem Włoskiej Partii Liberalnej. Po jej rozwiązaniu znalazł się w 1994 wśród założycieli Forza Italia. W tym samym roku uzyskał mandat posła do Izby Deputowanych XII kadencji. Złożył go w 1995 w związku z wyborem na urząd prezydenta regionu Wenecja Euganejska. W 2000 i 2005 z powodzeniem ubiegał się o reelekcję na to stanowisko.
W 2006 z ramienia FI i 2008 z ramienia federacyjnego Ludu Wolności był wybierany w skład Senatu XV i XVI kadencji, z mandatu rezygnował jednak w związku z zakazem łączenia funkcji.
W grudniu 2009 władze jego ugrupowania zdecydowały się udzielić poparcia w wyborach regionalnych w 2010 przedstawicielowi koalicyjnej Ligi Północnej Luce Zaia. Pozbawiony rekomendacji partyjnej Giancarlo Galan nie ubiegał się o reelekcję.
W kwietniu 2010 wszedł w skład czwartego gabinetu Silvia Berlusconiego, obejmując stanowisko ministra polityki rolnej, żywnościowej i leśnej (jego poprzednik Luca Zaia wygrał wybory na prezydenta regionu). W marcu 2011 objął tekę ministra kultury. Od marca do listopada 2011 pełnił funkcję ministra kultury. W wyniku wyborów w 2013 ponownie został wybrany do Izby Deputowanych na XVII kadencję.
W 2014 objęty postępowaniem karnym w sprawie korupcyjnej, był m.in. osadzony w areszcie domowym. W 2016 odszedł z włoskiego parlamentu.